# 階上村
階上村（はしかみむら）は、1955年（昭和30年）まで宮城県本吉郡にあった村。現在の気仙沼市波路上・長磯・最知・岩月の各地区にあたる。

## 歴史

### 沿革
- 1875年（明治8年）10月17日 - 水沢県による村落統合により、波路上村・長磯村・最知村・岩月村の計4か村が合併して階上村が成立。
- 1889年（明治22年）4月1日 - 町村制施行にともない、階上村単独で村制施行。
- 1955年（昭和30年）4月1日 - 大島村・新月村と共に気仙沼市に編入される。

### 津波被害
- 1896年（明治29年）6月15日 - 明治三陸地震。死者442人・負傷者117人（村の人口2,622人）。犠牲者の大部分は明戸部落（現・気仙沼市波路上明戸）の住民であった（部落の人口588人のうち、死者433人・負傷者114人）。
- 1933年（昭和8年）3月3日 - 昭和三陸地震。死者1人・負傷者1人。

## 行政

### 歴代村長
| 代 | 氏名         | 就任                      | 退任                       | 備考 |
| -- | ------------ | ------------------------- | -------------------------- | ---- |
| 1  | 黒沢源       | 1889年（明治22年）4月20日 | 1897年（明治30年）4月19日  |      |
| 2  | 斎藤安治郎   | 1897年（明治30年）4月20日 | 1900年（明治33年）9月27日  |      |
| 3  | 菊田倉之助   | 1901年（明治34年）5月4日  | 1913年（大正2年）5月3日    |      |
| 4  | 及川広治     | 1913年（大正2年）9月20日  | 1917年（大正6年）4月30日   |      |
| 5  | 小野寺寅蔵   | 1920年（大正9年）3月30日  | 1922年（大正11年）10月15日 |      |
| 6  | 渡辺卯平     | 1923年（大正12年）2月19日 | 1924年（大正13年）3月31日  |      |
| 7  | 小野寺亀治郎 | 1924年（大正13年）5月7日  | 1932年（昭和7年）5月31日   |      |
| 8  | 小野寺菊治   | 1932年（昭和7年）6月1日   | 1946年（昭和21年）11月30日 |      |
| 9  | 菅原賢治     | 1946年（昭和21年）4月6日  | 1955年（昭和30年）3月31日  |      |

## 教育
- 階上村立階上小学校
- 階上村立階上中学校

## 交通

### 鉄道
旧村域を通る国鉄気仙沼線は、階上村時代の1953年（昭和28年）6月に着工していたものの、合併までには完成が間に合わず、村域にかかる南気仙沼駅 - 本吉駅間が開業したのは気仙沼市編入後の1957年（昭和32年）2月11日のことであった。この時、旧村域内に陸前階上駅が開設され、1967年（昭和42年）7月20日には新たに最知駅が開設された。